# Thomas Allinson

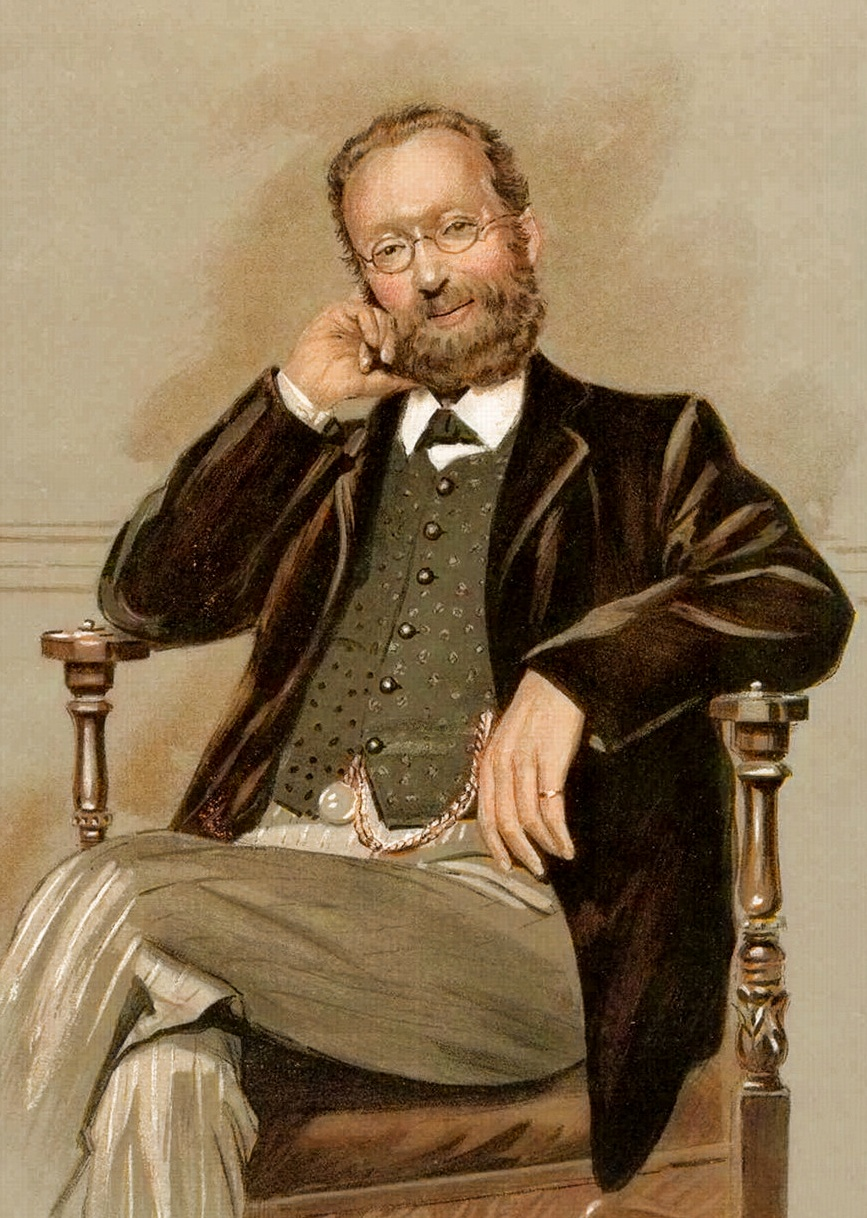
Dr. Thomas Allinson in 1911

Thomas Richard Allinson (1858 – 1918) was een Britse arts en voorvechter van de consumptie van volkorenbrood. Zijn naam leeft voort in het nog steeds verkrijgbare allinsonbrood.

## Levensloop
Allinson werd geboren in Grange-over-Sands, nabij Manchester. Vanaf zijn vijftiende werkte hij als apothekersassistent. Met het geld dat hij daarmee verdiende en dankzij financiële steun van zijn stiefvader kon hij een studie medicijnen aan de Universiteit van Edinburgh beginnen. Al op zijn eenentwintigste begon hij een praktijk als arts in Londen.

## Theorieën
Gedurende de jaren 1880 ontwikkelde Allinson een theorie die hij Naturopathy noemde. In plaats van met medicijnen, wilde hij de gezondheid bevorderen door op lichaamsbeweging en voedingspatroon te letten. Hij schreef er een aantal boeken over die hij in zijn praktijk verkocht. In een van die boeken, The Advantages of Wholemeal Bread, ontvouwde hij de theorie dat volkorenbrood voedzamer zou zijn dan witbrood. Daarnaast was hij een voorvechter van vegetarisme en opperde hij het vermoeden dat roken longkanker zou veroorzaken. Allinson zocht regelmatig de publiciteit met zijn theorieën en hij richtte zich daarbij niet alleen op vakgenoten. Het bracht hem regelmatig in conflict met de Engelse Royal College of Physicians en de General Medical Council waarin misprijzend werd gedacht over het uitdragen van omstreden ideeën onder leken en het ontplooien van commerciële nevenactiviteiten zoals de verkoop van boeken.

## Brood
In 1892 richtte Allinson onder het motto Health Without Medicine de Natural Food Company op, een bedrijf dat zich toelegde op de verkoop van gezonde voeding. Hij kocht een graanmolen in Bethnal Green (Londen) waar hij volkorenmeel produceerde. Korte tijd later kwam daar een bakkerij bij. Omdat het beginnen van een levensmiddelenbedrijf volgens het Royal College of Physicians niet te verenigen was met het beroep van arts werd Allinson uit het register geschrapt. Dit betekende dat hij zijn beroep van arts niet meer mocht uitoefenen.
Pas tijdens de Eerste Wereldoorlog werd de grotere voedingswaarde van volkorenbrood breed erkend. Allinson kreeg een hernieuwde erkenning als arts aangeboden maar die weigerde hij. Zijn bedrijf maakte door de toegenomen vraag naar volkorenmeel een sterke groei door. Allinson Flour wordt anno 2015 nog steeds gebruikt.
Allinsons broodrecept bestaat uit 100% volkorenmeel, geen vet, minder gist en meer water.  